# Lloyd Palun
Lloyd Palun (* 28. listopadu 1988, Arles, Francie) je francouzsko-gabonský fotbalový obránce a reprezentant Gabonu. V současnosti působí v klubu OGC Nice.

## Reprezentační kariéra
Lloyd Palun debutoval v A-mužstvu Gabonu v roce 2011.
Zúčastnil se Afrického poháru národů 2012, který pořádal právě Gabon společně s Rovníkovou Guineou. Gabon vypadl na turnaji ve čtvrtfinále s Mali na pokutové kopy.

Zúčastnil se i Afrického poháru národů 2015 v Rovníkové Guineji.